# Международный фонетический алфавит
Междунаро́дный фонети́ческий алфави́т (сокращённо — МФА; англ. International Phonetic Alphabet, сокращённо — IPA; фр. Alphabet phonétique international, сокращённо — API) — система знаков для записи транскрипции на основе латинского алфавита. Разработан и поддерживается Международной фонетической ассоциацией. МФА используется преподавателями иностранных языков и студентами, лингвистами, логопедами, певцами, актёрами, лексикографами и переводчиками.
МФА разработан для отображения только тех качеств речи, которые являются различительными в устной речи: фонемы, интонация, разделение слов и слогов. Для передачи дополнительных особенностей речи (скрипа зубов, шепелявости, звуков, вызванных расщеплением нёба) используется дополнительный набор символов — расширения МФА.
Транскрипционный алфавит редактируется и модифицируется Международной фонетической ассоциацией. По состоянию на 2005 год, МФА включает 107 символов-букв, 52 символа — диакритических знака, и 4 символа — знака просодии.

## История
В 1886 году группа французских и британских преподавателей языков во главе с французским лингвистом Полем Пасси́ образовала организацию, которая с 1897 года стала известна как Международная фонетическая ассоциация (фр. Association phonétique internationale). Первоначальный алфавит был основан на предложенной Г. Свитом для английского языка реформе орфографии, известной как Romic alphabet, но, чтобы сделать его пригодным для других языков, значения символов могли изменяться от языка к языку. Например, звук [ʃ] в английском языке изображался буквой «c», а во французском — буквосочетанием «ch». Тем не менее в 1888 году алфавит привели к единообразному для различных языков виду, тем самым положив основу для всех последующих исправлений.
С момента создания МФА претерпел несколько переработок. После значительных изменений в 1900 и 1932 годах МФА оставался неизменным до Кильского съезда 1989 года. В 1993 году было сделано незначительное исправление — добавление четырёх гласных среднего ряда среднего подъёма и упразднение символов глухих имплозивных согласных. Последнее изменение было сделано в 2005 году — добавлен символ лабио-дентального (губно-зубного) одноударного согласного — ⱱ. Кроме добавления и удаления символов, изменения в МФА в основном состояли в переименовании символов и категорий, а также в модификации гарнитур.
Расширения МФА для фонетической транскрипции расстроенной речи были созданы в 1990 году и официально признаны Международной ассоциацией клинической фонетики и лингвистики в 1994 году.

## Описание
Главный принцип МФА — предоставить отдельный символ для каждого различимого звука (или сегмента речи), то есть он не использует комбинации букв для отображения одного звука или одну букву для отображения нескольких звуков (как «x» для [ks] или [gz] в английском). В нём нет букв, звуковые значения которых зависят от контекста (как «c» в английском и других европейских языках). Наконец, в МФА обычно не встречаются различные буквы для двух звуков, если ни один из известных языков не делает между ними различия (это свойство известно как «селективность»).
107 символов МФА обозначают согласные и гласные, 31 — диакритики, использующиеся для более точного определения звука, и ещё 19 используются для обозначения таких качеств как долгота, тон, ударение и интонация.

### Очертания букв
Символы для МФА выбирались так, чтобы они гармонировали с латинским алфавитом, поэтому большинство символов — буквы латинского и греческого алфавитов или их модификации. Тем не менее есть и другие символы: например, символ, обозначающий гортанную смычку, [ʔ], имеет форму урезанного знака вопроса, а первоначально выглядел как апостроф. Фактически есть несколько символов, таких как звонкий фарингальный щелевой согласный [ʕ], которые хоть и модифицированы для сочетания с латинским алфавитом, но происходят из других систем письменности (в данном случае — от арабской буквы «ﻉ»‎).
Вопреки своему предпочтению символов, гармонирующих с латинским алфавитом, Международная фонетическая ассоциация иногда принимала и иные символы. Например, до 1989 года символами МФА для щёлкающих согласных (кликсов) были [ʘ], [ʇ], [ʗ] и [ʖ]. Все они были образованы от существующих символов, латинских или греческих букв. Но, кроме [ʘ], ни один из этих символов не использовался койсанистами или бантуистами (специалистами по койсанским языкам и языкам банту, в которых распространены щёлкающие). В результате на Кильском съезде МФА в 1989 году их заменили на менее латинообразные, но более распространённые символы [ʘ], [ǀ], [ǃ], [ǂ] и [ǁ].

### Символы и звуки
Международный фонетический алфавит основан на латинском алфавите и использует как можно меньше нелатинских форм. Ассоциация построила МФА таким образом, что звуковые значения большинства согласных, взятых из латинского алфавита, соответствуют «международному употреблению». В результате знаки для согласных [b], [d], [f], (твёрдое) [ɡ], (не немое) [h], (непридыхательное) [k], [l], [m], [n], (непридыхательное) [p], (глухое) [s], (непридыхательное) [t], [v], [w] и [z] имеют значения, близкие к английским; а гласные ([a], [e], [i], [o], [u]) соответствуют латинским звукам: [i] как в machine, [u] как в rule и т. д. Другие буквы могут отличаться от английских, но используются с такими же фонетическими значениями в других европейских языках, например, [j] (немецкий, нидерландский, шведский, норвежский, датский, польский, чешский, хорватский и др.), [r] (итальянский, испанский, шведский, польский и др.), и [y] (датский, норвежский, шведский, финский, латынь).
Этот список был расширен с использованием прописных и курсивных форм, диакритик и перевёрнутых букв. Есть также несколько букв, образованных от греческих, хотя их звуковые значения могут быть другими. Например, [ʋ] — гласный в греческом алфавите, но в МФА означает косвенно связанный с ним согласный. Три буквы ([β], [θ] и [χ]) использованы в неизменённом виде, для других (включая [ɣ], [ɛ], [ɸ] и [ʋ]) разработаны несколько другие формы символов, которые в Юникоде закодированы отдельно от своих «предков».
Звуковые значения модифицированных латинских букв часто могут быть выведены из значений оригинальных букв. Например, буквы со смотрящим вправо крючком снизу обозначают ретрофлексные согласные, а капительные — увулярные. Кроме того факта, что определённые виды модификации формы буквы обычно соответствуют определённым видам модификации изображаемого ею звука, нет никаких способов определить звук, обозначаемый символом, исходя из его очертаний (в отличие, например, от системы Visible Speech).
Помимо самих букв, существует множество вторичных символов, которые помогают в транскрипции. Диакритические знаки можно комбинировать с буквами МФА для записи модифицированных фонетических значений или вторичных артикуляций. Также часто применяются специальные символы для супрасегментных свойств, таких как ударение и тон.
В Юникоде символы МФА располагаются в блоках «Расширения МФА», «Фонетические расширения» и «Дополнение к фонетическим расширениям». Диакритические знаки расположены в блоках «Модификаторы букв» и «Комбинируемые диакритические знаки».

## Применение
Несмотря на то, что МФА предлагает более сотни символов для транскрипции речи, не обязательно использовать все подходящие символы одновременно: речь можно записывать с разной степенью точности. Наиболее точный тип фонетической транскрипции, при котором звуки описываются так подробно, как только позволяет система, известен как фонетическая (узкая) транскрипция (англ. narrow transcription). Все остальные типы называются фонематической (широкой) транскрипцией (англ. broad transcription), хотя понятие «широкая» здесь относительно. Оба типа транскрипции обычно записываются в квадратных скобках, но фонематическая иногда окружается косыми чертами вместо скобок.
В фонематической транскрипции различаются только те звуки, которые носителями языка воспринимаются как разные. Звуки, которые произносятся по-разному в различных стилях и диалектах, или в зависимости от соседних звуков, могут рассматриваться как «одинаковые» в том смысле, что они являются аллофонами одной и той же фонемы. Когда слово записывают фонемами, его обычно заключают в косые черты. Например, произношение английского слова «little» («маленький») можно записать в МФА как /lɪtl/, и эта свободная транскрипция будет корректным описанием для многих, если не всех, вариантов произношения. Эта фонематическая транскрипция идентифицирует лишь фонетически важные компоненты слова, но не отражает многообразия соответствующих звуков. С другой стороны, фонетическая транскрипция (заключённая в квадратные скобки) точно определяет произношение каждого звука. Более точная транскрипция слова «little» будет разной в зависимости от того, как его произнести: [ɫɪɾɫ] (американский английский), [lɪʔɫ] (кокни), или [lɪːɫ] — лишь некоторые из вариантов.
Ни фонетическая, ни фонематическая транскрипция с использованием МФА не обеспечивают абсолютно точного описания фонетики; скорее они дают относительное описание. Это особенно верно по отношению к гласным: не существует строгого соответствия между символами МФА и диапазонами формантных частот для данного звука. Фактически, один набор формантных частот может соответствовать двум разным символам МФА в зависимости от фонологии рассматриваемого языка. Примечание: ссылка на форманты здесь не очень корректна, так как некоторые звуки речи — например, русские «ч» и «щ» — обладают идентичными спектрами (формантным набором), отличаясь лишь характером атаки.

### Образовательная инициатива
Представляет некоторый интерес использование носителей языка для производства звуковых и видеофайлов для всех звуков МФА. Этот проект должен охватить значительное подмножество языков мира. Это поможет лингвистическим и антропологическим исследованиям, а также и обучению иностранным языкам. Стандартный эталонный МФА позволит сохранить образцы звуков речи. В образовании МФА может помочь стандартизировать средства для подготовки учащихся к овладению языком через ознакомление и последующее воспроизведение всей широты звуков человеческой речи. Исследования Flege, Mackay и Piske (2002) и Sebastián-Gallés, Echeverría и Bosch (2005) показали, что раннее знакомство с новыми звуками улучшает в будущем понимание и произношение (акцент).

### Использование лингвистами
Хотя применение МФА для транскрипции и популярно среди лингвистов, в качестве альтернативы (в том числе в СССР и в России) нередко используется американская фонетическая транскрипция (англ. Americanist phonetic notation) или МФА с добавлением нестандартных символов, по причинам, включающим уменьшение частоты ошибок при чтении рукописных транскрипций или (спорную) неуклюжесть МФА в некоторых ситуациях. Конкретная практика может различаться для разных языков и даже отдельных исследователей, поэтому авторам обычно рекомендуют приводить таблицы или пояснения к выбранной ими системе.

### Словари
Многие британские словари, среди которых учебные словари, такие как Оксфорсдкий и Кембриджский словари, теперь используют для передачи произношения слов международный фонетический алфавит. Большинство американских изданий (и некоторые британские), однако, использует свои собственные обозначения, считающиеся более интуитивно понятными для читателей, незнакомых с МФА. Например, система отображения произношения во многих американских словарях (таких как Merriam-Webster) использует «y» для обозначения [j] и «sh» — для [ʃ], отражая обычное представление этих звуков в письменном английском (в МФА [y] означает французский звук u (как в tu), а [sh] — пару звуков как в слове grasshopper).
Одно из преимуществ использования альтернатив МФА — это возможность использовать единый символ для звука, произносимого по-разному в различных диалектах. Например, American Heritage Dictionary использует ŏ для гласной в слове cot (kŏt), но ô для гласной в caught (kôt). Некоторые американцы произносят гласные ŏ и ô одинаково (например, как [ɒ] в бостонском диалекте; для тех носителей языка, которые сохраняют это различие, гласная в слове cot, в зависимости от акцента, может варьироваться от [ɑ] до [a], а гласная в caught — от [ɔ] до [ɑ], или даже является дифтонгом. Использование одного символа для гласной в cot (вместо разных символов для разного произношения o) позволяет представить в словаре многообразное произношение для носителей большинства диалектов английского.
Среди словарей других стран и языков МФА тоже не универсален. Например, массовые чешские многоязычные словари склоняются к использованию МФА только для звуков, отсутствующих в чешском языке.

### Орфографические системы и заглавные модификации
Символы МФА включены в состав стандартных орфографий различных языков, в особенности в Африке южнее Сахары, но также и в других регионах. Среди таких языков, например, хауса, фула, акан, группы языков гбе и манден.
Пример использования заглавных разновидностей символов МФА — язык кабийе из северного Того, имеющий буквы Ɔ Ɛ Ɖ Ŋ Ɣ Ʃ Ʊ (или Ʋ) (заглавные ɔ ɛ ɖ ŋ ɣ ʃ ʊ [или ʋ]): MBƱ AJƐYA KIGBƐNDƱƱ ŊGBƐYƐ KEDIƔZAƔ SƆSƆƆ TƆM SE. Среди других парных к символам МФА заглавных — Ɑ Ɓ Ƈ Ɗ Ə/Ǝ Ɠ Ħ Ɯ Ɱ Ɲ Ɵ Ʈ Ʒ Ɽ.
Вышеупомянутые и другие заглавные формы поддерживаются Юникодом, но располагаются в других латинских диапазонах, нежели расширения МФА.
В 1920-е на базе МФА функционировал якутский алфавит Новогородова.

### Классическое пение
МФА находит широкое применение для подготовки классических певцов, особенно среди англоговорящих певцов, которые редко поют на родном языке. Существуют авторитетные транскрипции оперных либретто, такие как труды Нико Кастела и книга Тимоти Чика «Пение на чешском». Способность оперных певцов читать МФА была использована в Визуальном тезаурусе. Несколько оперных певцов были приглашены «для создания записей 150 000 слов и предложений в словарной базе ВТ … за их вокальные данные, внимание к нюансам произношения, и, прежде всего, знание МФА».

## Буквы
Буквы международного фонетического алфавита подразделяются на три категории: пульмонические согласные, непульмонические согласные, гласные. Каждому символу присвоен номер, чтобы предотвратить смешение похожих букв (таких как ɵ и θ), например, при печати рукописей. Разным категориям звуков присвоены различные диапазоны номеров.

### Согласные

#### Пульмонические
Пульмонические согласные — это согласные звуки, производимые путём заграждения голосовой щели (пространства между голосовыми связками) или полости рта и одновременного или последующего выпускания воздуха из лёгких. Пульмонические согласные образуют большинство согласных как в МФА, так и в человеческих языках. Все согласные в русском или в английском языке попадают в эту категорию.
Таблица пульмонических согласных, которая включает большинство согласных, образована строками, обозначающими способ артикуляции (как образуется согласный), и столбцами, обозначающими место артикуляции (где в голосовом тракте формируется согласный).
| Место →                   | Губные       | Губные       | Губные       | Губные       | Губные        | Переднеязычные | Переднеязычные | Переднеязычные | Переднеязычные | Переднеязычные | Переднеязычные      | Переднеязычные      | Переднеязычные | Переднеязычные | Переднеязычные     | Дорсальные         | Дорсальные  | Дорсальные  | Дорсальные | Дорсальные | Дорсальные | Ларингальные | Ларингальные | Ларингальные | Ларингальные   | Ларингальные   | Ларингальные | Ларингальные |
| Способ ↓                  | Губно-губные | Губно-губные | Губно-зубные | Губно-зубные | Язычно-губные | Язычно-губные  | Зубные         | Зубные         | Альвеолярные   | Альвеолярные   | Палато-альвеолярные | Палато-альвеолярные | Ретрофлексные  | Ретрофлексные  | Альвео-палатальные | Альвео-палатальные | Палатальные | Палатальные | Велярные   | Велярные   | Увулярные  | Увулярные    | Фарингальные | Фарингальные | Эпиглоттальные | Эпиглоттальные | Глоттальные  | Глоттальные  |
| ------------------------- | ------------ | ------------ | ------------ | ------------ | ------------- | -------------- | -------------- | -------------- | -------------- | -------------- | ------------------- | ------------------- | -------------- | -------------- | ------------------ | ------------------ | ----------- | ----------- | ---------- | ---------- | ---------- | ------------ | ------------ | ------------ | -------------- | -------------- | ------------ | ------------ |
| Носовые                   | m̥            | m            |              | ɱ            |               | n̼              |                |                | n̥              | n              |                     |                     | ɳ̊              | ɳ              |                    |                    | ɲ̊           | ɲ           | ŋ̊          | ŋ          |            | ɴ            |              |              |                |                |              |              |
| Взрывные                  | p            | b            | p̪            | b̪            | t̼             | d̼              |                |                | t              | d              |                     |                     | ʈ              | ɖ              |                    |                    | c           | ɟ           | k          | g          | q          | ɢ            |              |              | ʡ              |                | ʔ            |              |
| Сибилянты                 |              |              |              |              |               |                |                |                | s              | z              | ʃ                   | ʒ                   | ʂ              | ʐ              | ɕ                  | ʑ                  |             |             |            |            |            |              |              |              |                |                |              |              |
| Фрикативы                 | ɸ            | β            | f            | v            | θ̼             | ð̼              | θ              | ð              | θ̠              | ð̠              | ɹ̠̊˔                  | ɹ̠˔                  |                |                |                    |                    | ç           | ʝ           | x          | ɣ          | χ          | ʁ            | ħ            | ʕ            |                |                | h            | ɦ            |
| Аппроксиманты             |              |              | ʋ̥            | ʋ            |               |                |                |                | ɹ̥              | ɹ              |                     |                     | ɻ̊              | ɻ              |                    |                    | j̊           | j           | ɰ̊          | ɰ          |            |              |              |              |                |                |              | ʔ̞            |
| Одноударные               |              | ⱱ̟            |              | ⱱ            |               | ɾ̼              |                |                | ɾ̥              | ɾ              |                     |                     | ɽ̊              | ɽ              |                    |                    |             |             |            |            |            | ɢ̆            |              |              |                | ʡ̮              |              |              |
| Дрожащие                  | ʙ̥            | ʙ            |              |              |               | r̼              |                |                | r̥              | r              |                     |                     | ɽ͡r̥             | ɽ͡r             |                    |                    |             |             |            |            | ʀ̥          | ʀ            |              |              | ʜ              | ʢ              |              |              |
| Латеральные фрикативы     |              |              |              |              |               |                |                |                | ɬ              | ɮ              |                     |                     | ɭ̊˔             |                |                    |                    | ʎ̥˔          | ʎ̝           | ʟ̝̊          | ʟ̝          |            |              |              |              |                |                |              |              |
| Латеральные аппроксиманты |              |              |              |              |               |                |                |                | l̥              | l              |                     |                     | ɭ̊              | ɭ              |                    |                    | ʎ̥           | ʎ           | ʟ̥          | ʟ          |            | ʟ̠            |              |              |                |                |              |              |
| Латеральные одноударные   |              |              |              |              |               |                |                |                |                | ɺ              |                     |                     |                | ɺ̢              |                    |                    |             | ʎ̮           |            | ʟ̆          |            |              |              |              |                |                |              |              |

справка · изображение · шаблон

#### Непульмонические
Непульмонические согласные — это звуки, воздушный поток которых не связан с лёгкими. К ним относятся щёлкающие согласные (или кликсы; встречаются в койсанских языках и в некоторых языках банту в Африке), имплозивы (встречающиеся в таких языках, как вьетнамский и суахили) и абруптивы (встречающиеся во многих америндских и кавказских языках).
| Щелчки | Щелчки           | Имплозивы | Имплозивы     | Абруптивы | Абруптивы             |
| ʘ      | Билабиальный     | ɓ         | Билабиальный  | pʼ        | Билабиальный          |
| ǀ      | Зубной           | ɗ         | Альвеолярный  | tʼ        | Альвеолярный          |
| ǃ      | Постальвеолярный | ʄ         | Палатальный   | kʼ        | Велярный              |
| ǂ      | Палатальный      | ɠ         | Велярный      | qʼ        | Увулярный             |
| ǁ      | Латеральный      | ʛ         | Увулярный     | sʼ        | Альвеолярный фрикатив |
| 𝼊 ‼    | Ретрофлексный    | ᶑ         | Ретрофлексный | xʼ        | Велярный фрикатив     |

Примечания
- У щёлкающих согласных двойная артикуляция: они традиционно рассматриваются как состоящие из двух смычек — основы и исхода щелчка, при этом буквами обозначаются различные исходы. Таким образом, для правильной записи кликс требуются две буквы: [k͡ǂ, ɡ͡ǂ, ŋ͡ǂ, q͡ǂ, ɢ͡ǂ, ɴ͡ǂ] и т. д., или [ǂ͡k, ǂ͡ɡ, ǂ͡ŋ, ǂ͡q, ǂ͡ɢ, ǂ͡ɴ]. Когда дорсальная артикуляция опускается, обычно подразумевается [k]. В последних исследованиях, однако, концепция исхода оспаривается[29], при этом буква кликсы отображает обе артикуляции, нет различения велярных и увулярных, а сопровождающая буква отражает метод щелчка: [ǂ, ɡǂ, ŋǂ] и т. д.
- Символы глухих имплозивных согласных [ƥ, ƭ, ƈ, ƙ, ʠ] больше не поддерживаются МФА, хотя и остаются в Юникоде. Вместо них в МФА используются их звонкие эквиваленты с глухой диакритикой: [ɓ̥, ʛ̥] и т. д.
- Ретрофлексный имплозивный согласный [ᶑ] не обнаружен ни в одном языке как самостоятельный звук, поэтому он не признаётся МФА, но поддерживается фонетическими расширениями Юникода, добавленными в версии стандарта 4.1, или может быть записан как композиция [ɗ̢].
- Для глоттализованных, но пульмонических сонантов вместо надстрочного символа глоттальной смычки часто используется символ эйективности. Например, звуки [mˀ], [lˀ], [wˀ], [aˀ] также могут записываться как скрипучие: [m̰], [l̰], [w̰], [a̰].

#### Коартикуляция
Коартикулированные согласные — это звуки, которые одновременно имеют два места артикуляции (и произносятся с использованием двух участков голосового тракта). В английском языке [w] в слове «went» — коартикулированный согласный, так как он произносится путём округления губ и поднятия задней части языка; или же в русском языке все «мягкие» (или палатализованные) согласные (например, «бь», «сь», «кь»; МФА: [bʲ], [s̪ʲ], [kʲ]). При их произношении помимо основной артикуляции согласного средняя часть спинки языка тянется к твёрдому нёбу, создавая при этом призвук согласного «j». В других языках, например, во французском и шведском, есть и другие примеры коартикулированных согласных.
| ʍ | Глухой лабиализованный велярный фрикатив                                   |
| w | Звонкий лабиализованный велярный (или лабиовелярный) аппроксимант          |
| ɥ | Звонкий лабиализованный палатальный аппроксимант                           |
| ɕ | Глухой палатализованный пост-альвеолярный (альвеоло-палатальный) фрикатив  |
| ʑ | Звонкий палатализованный пост-альвеолярный (альвеоло-палатальный) фрикатив |
| ɧ | Глухой палатально-велярный фрикатив                                        |

Примечание:
- [ɧ] описывается как «одновременный [ ʃ ] и [x]»[30], однако это разложение оспаривается.

#### Аффрикаты и двойная артикуляция
Аффрикаты и взрывные согласные с двойной артикуляцией изображаются двумя символами, соединёнными сверху или снизу перемычкой. Шесть наиболее распространённых аффрикат факультативно обозначаются лигатурами, хотя такое обозначение и не является теперь официальным в МФА, поскольку для отображения всех аффрикат таким способом потребовалось бы огромное количество лигатур. Вместо этого при записи аффрикат иногда используется надстрочная запись для фазы размыкания согласного: например, tˢ для t͡s, аналогично kˣ ~ k͡x. Символы для палатальных взрывных, <c ɟ>, часто используются как обозначение для [t͡ʃ d͡ʒ] или похожих аффрикат даже в официальных публикациях МФА, так что их надо интерпретировать с осторожностью.
| Перемычка | Лигатура | Описание                                      |
| --------- | -------- | --------------------------------------------- |
| t͡s        | ʦ        | глухая альвеолярная аффриката                 |
| d͡z        | ʣ        | звонкая альвеолярная аффриката                |
| t͡ʃ        | ʧ        | глухая постальвеолярная аффриката             |
| d͡ʒ        | ʤ        | звонкая постальвеолярная аффриката            |
| t͡ɕ        | ʨ        | глухая альвеоло-палатальная аффриката         |
| d͡ʑ        | ʥ        | звонкая альвеоло-палатальная аффриката        |
| t͡ɬ        | ƛ        | глухая альвеолярная латеральная аффриката     |
| k͡p        | ĸ        | глухой лабиально-велярный взрывной согласный  |
| ɡ͡b        | ɂ        | звонкий лабиально-велярный взрывной согласный |
| ŋ͡m        | ȣ        | лабиально-велярный носовой взрывной согласный |

Примечание:
- Если Ваш браузер использует для отображения символов МФА шрифт Arial Unicode MS, то, в связи с дефектами этого шрифта, следующие некорректно составленные последовательности могут выглядеть лучше: ts͡, tʃ͡, tɕ͡, dz͡, dʒ͡, dʑ͡, tɬ͡, kp͡, ɡb͡, ŋm͡.

### Гласные
Гласный определяется в МФА как звук, находящийся в центре слога. Ниже приведена таблица гласных МФА. Гласные в МФА располагаются соответственно положению языка при произношении.
Вертикальная ось таблицы отражает подъём гласного. Гласные, произносящиеся с нижним положением языка, находятся внизу таблицы, а с поднятым языком — вверху.
Таким же образом, горизонтальное положение гласного в таблице определяется его рядом. Гласные, для которых язык смещается вперёд (как [ɛ]), находятся в левом столбце, а те, для которых язык смещается назад (как [ʌ]), — в правом.
Там, где гласные стоят парами, правый означает огублённый (лабиализованный) гласный (произносится с округлёнными губами). Все остальные гласные — неогублённые (нелабиализованные).
|                             | Передние | Ненапряжённые передние | Средние | Ненапряжённые задние | Задние |
| --------------------------- | --- | --- | --- | --- | --- |
| Верхние                     | • i y · • ɨ ʉ · • ɯ u · • ɪ ʏ · • ɪ̈ ʊ̈ · • ɯ̽ ʊ · • e ø · • ɘ ɵ · • ɤ o · • e̞ ø̞ · • ə ɵ̞ · • ɤ̞ o̞ · • ɛ œ · • ɜ ɞ · • ʌ ɔ · • æ · • ɐ ɞ̞ · • a ɶ · • ä ɒ̈ · • ɑ ɒ · | • i y · • ɨ ʉ · • ɯ u · • ɪ ʏ · • ɪ̈ ʊ̈ · • ɯ̽ ʊ · • e ø · • ɘ ɵ · • ɤ o · • e̞ ø̞ · • ə ɵ̞ · • ɤ̞ o̞ · • ɛ œ · • ɜ ɞ · • ʌ ɔ · • æ · • ɐ ɞ̞ · • a ɶ · • ä ɒ̈ · • ɑ ɒ · | • i y · • ɨ ʉ · • ɯ u · • ɪ ʏ · • ɪ̈ ʊ̈ · • ɯ̽ ʊ · • e ø · • ɘ ɵ · • ɤ o · • e̞ ø̞ · • ə ɵ̞ · • ɤ̞ o̞ · • ɛ œ · • ɜ ɞ · • ʌ ɔ · • æ · • ɐ ɞ̞ · • a ɶ · • ä ɒ̈ · • ɑ ɒ · | • i y · • ɨ ʉ · • ɯ u · • ɪ ʏ · • ɪ̈ ʊ̈ · • ɯ̽ ʊ · • e ø · • ɘ ɵ · • ɤ o · • e̞ ø̞ · • ə ɵ̞ · • ɤ̞ o̞ · • ɛ œ · • ɜ ɞ · • ʌ ɔ · • æ · • ɐ ɞ̞ · • a ɶ · • ä ɒ̈ · • ɑ ɒ · | • i y · • ɨ ʉ · • ɯ u · • ɪ ʏ · • ɪ̈ ʊ̈ · • ɯ̽ ʊ · • e ø · • ɘ ɵ · • ɤ o · • e̞ ø̞ · • ə ɵ̞ · • ɤ̞ o̞ · • ɛ œ · • ɜ ɞ · • ʌ ɔ · • æ · • ɐ ɞ̞ · • a ɶ · • ä ɒ̈ · • ɑ ɒ · |
| Ненапряжённые верхние       | • i y · • ɨ ʉ · • ɯ u · • ɪ ʏ · • ɪ̈ ʊ̈ · • ɯ̽ ʊ · • e ø · • ɘ ɵ · • ɤ o · • e̞ ø̞ · • ə ɵ̞ · • ɤ̞ o̞ · • ɛ œ · • ɜ ɞ · • ʌ ɔ · • æ · • ɐ ɞ̞ · • a ɶ · • ä ɒ̈ · • ɑ ɒ · | • i y · • ɨ ʉ · • ɯ u · • ɪ ʏ · • ɪ̈ ʊ̈ · • ɯ̽ ʊ · • e ø · • ɘ ɵ · • ɤ o · • e̞ ø̞ · • ə ɵ̞ · • ɤ̞ o̞ · • ɛ œ · • ɜ ɞ · • ʌ ɔ · • æ · • ɐ ɞ̞ · • a ɶ · • ä ɒ̈ · • ɑ ɒ · | • i y · • ɨ ʉ · • ɯ u · • ɪ ʏ · • ɪ̈ ʊ̈ · • ɯ̽ ʊ · • e ø · • ɘ ɵ · • ɤ o · • e̞ ø̞ · • ə ɵ̞ · • ɤ̞ o̞ · • ɛ œ · • ɜ ɞ · • ʌ ɔ · • æ · • ɐ ɞ̞ · • a ɶ · • ä ɒ̈ · • ɑ ɒ · | • i y · • ɨ ʉ · • ɯ u · • ɪ ʏ · • ɪ̈ ʊ̈ · • ɯ̽ ʊ · • e ø · • ɘ ɵ · • ɤ o · • e̞ ø̞ · • ə ɵ̞ · • ɤ̞ o̞ · • ɛ œ · • ɜ ɞ · • ʌ ɔ · • æ · • ɐ ɞ̞ · • a ɶ · • ä ɒ̈ · • ɑ ɒ · | • i y · • ɨ ʉ · • ɯ u · • ɪ ʏ · • ɪ̈ ʊ̈ · • ɯ̽ ʊ · • e ø · • ɘ ɵ · • ɤ o · • e̞ ø̞ · • ə ɵ̞ · • ɤ̞ o̞ · • ɛ œ · • ɜ ɞ · • ʌ ɔ · • æ · • ɐ ɞ̞ · • a ɶ · • ä ɒ̈ · • ɑ ɒ · |
| Средне‐верхние              | • i y · • ɨ ʉ · • ɯ u · • ɪ ʏ · • ɪ̈ ʊ̈ · • ɯ̽ ʊ · • e ø · • ɘ ɵ · • ɤ o · • e̞ ø̞ · • ə ɵ̞ · • ɤ̞ o̞ · • ɛ œ · • ɜ ɞ · • ʌ ɔ · • æ · • ɐ ɞ̞ · • a ɶ · • ä ɒ̈ · • ɑ ɒ · | • i y · • ɨ ʉ · • ɯ u · • ɪ ʏ · • ɪ̈ ʊ̈ · • ɯ̽ ʊ · • e ø · • ɘ ɵ · • ɤ o · • e̞ ø̞ · • ə ɵ̞ · • ɤ̞ o̞ · • ɛ œ · • ɜ ɞ · • ʌ ɔ · • æ · • ɐ ɞ̞ · • a ɶ · • ä ɒ̈ · • ɑ ɒ · | • i y · • ɨ ʉ · • ɯ u · • ɪ ʏ · • ɪ̈ ʊ̈ · • ɯ̽ ʊ · • e ø · • ɘ ɵ · • ɤ o · • e̞ ø̞ · • ə ɵ̞ · • ɤ̞ o̞ · • ɛ œ · • ɜ ɞ · • ʌ ɔ · • æ · • ɐ ɞ̞ · • a ɶ · • ä ɒ̈ · • ɑ ɒ · | • i y · • ɨ ʉ · • ɯ u · • ɪ ʏ · • ɪ̈ ʊ̈ · • ɯ̽ ʊ · • e ø · • ɘ ɵ · • ɤ o · • e̞ ø̞ · • ə ɵ̞ · • ɤ̞ o̞ · • ɛ œ · • ɜ ɞ · • ʌ ɔ · • æ · • ɐ ɞ̞ · • a ɶ · • ä ɒ̈ · • ɑ ɒ · | • i y · • ɨ ʉ · • ɯ u · • ɪ ʏ · • ɪ̈ ʊ̈ · • ɯ̽ ʊ · • e ø · • ɘ ɵ · • ɤ o · • e̞ ø̞ · • ə ɵ̞ · • ɤ̞ o̞ · • ɛ œ · • ɜ ɞ · • ʌ ɔ · • æ · • ɐ ɞ̞ · • a ɶ · • ä ɒ̈ · • ɑ ɒ · |
| Средние                     | • i y · • ɨ ʉ · • ɯ u · • ɪ ʏ · • ɪ̈ ʊ̈ · • ɯ̽ ʊ · • e ø · • ɘ ɵ · • ɤ o · • e̞ ø̞ · • ə ɵ̞ · • ɤ̞ o̞ · • ɛ œ · • ɜ ɞ · • ʌ ɔ · • æ · • ɐ ɞ̞ · • a ɶ · • ä ɒ̈ · • ɑ ɒ · | • i y · • ɨ ʉ · • ɯ u · • ɪ ʏ · • ɪ̈ ʊ̈ · • ɯ̽ ʊ · • e ø · • ɘ ɵ · • ɤ o · • e̞ ø̞ · • ə ɵ̞ · • ɤ̞ o̞ · • ɛ œ · • ɜ ɞ · • ʌ ɔ · • æ · • ɐ ɞ̞ · • a ɶ · • ä ɒ̈ · • ɑ ɒ · | • i y · • ɨ ʉ · • ɯ u · • ɪ ʏ · • ɪ̈ ʊ̈ · • ɯ̽ ʊ · • e ø · • ɘ ɵ · • ɤ o · • e̞ ø̞ · • ə ɵ̞ · • ɤ̞ o̞ · • ɛ œ · • ɜ ɞ · • ʌ ɔ · • æ · • ɐ ɞ̞ · • a ɶ · • ä ɒ̈ · • ɑ ɒ · | • i y · • ɨ ʉ · • ɯ u · • ɪ ʏ · • ɪ̈ ʊ̈ · • ɯ̽ ʊ · • e ø · • ɘ ɵ · • ɤ o · • e̞ ø̞ · • ə ɵ̞ · • ɤ̞ o̞ · • ɛ œ · • ɜ ɞ · • ʌ ɔ · • æ · • ɐ ɞ̞ · • a ɶ · • ä ɒ̈ · • ɑ ɒ · | • i y · • ɨ ʉ · • ɯ u · • ɪ ʏ · • ɪ̈ ʊ̈ · • ɯ̽ ʊ · • e ø · • ɘ ɵ · • ɤ o · • e̞ ø̞ · • ə ɵ̞ · • ɤ̞ o̞ · • ɛ œ · • ɜ ɞ · • ʌ ɔ · • æ · • ɐ ɞ̞ · • a ɶ · • ä ɒ̈ · • ɑ ɒ · |
| Средне‐нижние               | • i y · • ɨ ʉ · • ɯ u · • ɪ ʏ · • ɪ̈ ʊ̈ · • ɯ̽ ʊ · • e ø · • ɘ ɵ · • ɤ o · • e̞ ø̞ · • ə ɵ̞ · • ɤ̞ o̞ · • ɛ œ · • ɜ ɞ · • ʌ ɔ · • æ · • ɐ ɞ̞ · • a ɶ · • ä ɒ̈ · • ɑ ɒ · | • i y · • ɨ ʉ · • ɯ u · • ɪ ʏ · • ɪ̈ ʊ̈ · • ɯ̽ ʊ · • e ø · • ɘ ɵ · • ɤ o · • e̞ ø̞ · • ə ɵ̞ · • ɤ̞ o̞ · • ɛ œ · • ɜ ɞ · • ʌ ɔ · • æ · • ɐ ɞ̞ · • a ɶ · • ä ɒ̈ · • ɑ ɒ · | • i y · • ɨ ʉ · • ɯ u · • ɪ ʏ · • ɪ̈ ʊ̈ · • ɯ̽ ʊ · • e ø · • ɘ ɵ · • ɤ o · • e̞ ø̞ · • ə ɵ̞ · • ɤ̞ o̞ · • ɛ œ · • ɜ ɞ · • ʌ ɔ · • æ · • ɐ ɞ̞ · • a ɶ · • ä ɒ̈ · • ɑ ɒ · | • i y · • ɨ ʉ · • ɯ u · • ɪ ʏ · • ɪ̈ ʊ̈ · • ɯ̽ ʊ · • e ø · • ɘ ɵ · • ɤ o · • e̞ ø̞ · • ə ɵ̞ · • ɤ̞ o̞ · • ɛ œ · • ɜ ɞ · • ʌ ɔ · • æ · • ɐ ɞ̞ · • a ɶ · • ä ɒ̈ · • ɑ ɒ · | • i y · • ɨ ʉ · • ɯ u · • ɪ ʏ · • ɪ̈ ʊ̈ · • ɯ̽ ʊ · • e ø · • ɘ ɵ · • ɤ o · • e̞ ø̞ · • ə ɵ̞ · • ɤ̞ o̞ · • ɛ œ · • ɜ ɞ · • ʌ ɔ · • æ · • ɐ ɞ̞ · • a ɶ · • ä ɒ̈ · • ɑ ɒ · |
| Ненапряжённые нижние        | • i y · • ɨ ʉ · • ɯ u · • ɪ ʏ · • ɪ̈ ʊ̈ · • ɯ̽ ʊ · • e ø · • ɘ ɵ · • ɤ o · • e̞ ø̞ · • ə ɵ̞ · • ɤ̞ o̞ · • ɛ œ · • ɜ ɞ · • ʌ ɔ · • æ · • ɐ ɞ̞ · • a ɶ · • ä ɒ̈ · • ɑ ɒ · | • i y · • ɨ ʉ · • ɯ u · • ɪ ʏ · • ɪ̈ ʊ̈ · • ɯ̽ ʊ · • e ø · • ɘ ɵ · • ɤ o · • e̞ ø̞ · • ə ɵ̞ · • ɤ̞ o̞ · • ɛ œ · • ɜ ɞ · • ʌ ɔ · • æ · • ɐ ɞ̞ · • a ɶ · • ä ɒ̈ · • ɑ ɒ · | • i y · • ɨ ʉ · • ɯ u · • ɪ ʏ · • ɪ̈ ʊ̈ · • ɯ̽ ʊ · • e ø · • ɘ ɵ · • ɤ o · • e̞ ø̞ · • ə ɵ̞ · • ɤ̞ o̞ · • ɛ œ · • ɜ ɞ · • ʌ ɔ · • æ · • ɐ ɞ̞ · • a ɶ · • ä ɒ̈ · • ɑ ɒ · | • i y · • ɨ ʉ · • ɯ u · • ɪ ʏ · • ɪ̈ ʊ̈ · • ɯ̽ ʊ · • e ø · • ɘ ɵ · • ɤ o · • e̞ ø̞ · • ə ɵ̞ · • ɤ̞ o̞ · • ɛ œ · • ɜ ɞ · • ʌ ɔ · • æ · • ɐ ɞ̞ · • a ɶ · • ä ɒ̈ · • ɑ ɒ · | • i y · • ɨ ʉ · • ɯ u · • ɪ ʏ · • ɪ̈ ʊ̈ · • ɯ̽ ʊ · • e ø · • ɘ ɵ · • ɤ o · • e̞ ø̞ · • ə ɵ̞ · • ɤ̞ o̞ · • ɛ œ · • ɜ ɞ · • ʌ ɔ · • æ · • ɐ ɞ̞ · • a ɶ · • ä ɒ̈ · • ɑ ɒ · |
| Нижние                      | • i y · • ɨ ʉ · • ɯ u · • ɪ ʏ · • ɪ̈ ʊ̈ · • ɯ̽ ʊ · • e ø · • ɘ ɵ · • ɤ o · • e̞ ø̞ · • ə ɵ̞ · • ɤ̞ o̞ · • ɛ œ · • ɜ ɞ · • ʌ ɔ · • æ · • ɐ ɞ̞ · • a ɶ · • ä ɒ̈ · • ɑ ɒ · | • i y · • ɨ ʉ · • ɯ u · • ɪ ʏ · • ɪ̈ ʊ̈ · • ɯ̽ ʊ · • e ø · • ɘ ɵ · • ɤ o · • e̞ ø̞ · • ə ɵ̞ · • ɤ̞ o̞ · • ɛ œ · • ɜ ɞ · • ʌ ɔ · • æ · • ɐ ɞ̞ · • a ɶ · • ä ɒ̈ · • ɑ ɒ · | • i y · • ɨ ʉ · • ɯ u · • ɪ ʏ · • ɪ̈ ʊ̈ · • ɯ̽ ʊ · • e ø · • ɘ ɵ · • ɤ o · • e̞ ø̞ · • ə ɵ̞ · • ɤ̞ o̞ · • ɛ œ · • ɜ ɞ · • ʌ ɔ · • æ · • ɐ ɞ̞ · • a ɶ · • ä ɒ̈ · • ɑ ɒ · | • i y · • ɨ ʉ · • ɯ u · • ɪ ʏ · • ɪ̈ ʊ̈ · • ɯ̽ ʊ · • e ø · • ɘ ɵ · • ɤ o · • e̞ ø̞ · • ə ɵ̞ · • ɤ̞ o̞ · • ɛ œ · • ɜ ɞ · • ʌ ɔ · • æ · • ɐ ɞ̞ · • a ɶ · • ä ɒ̈ · • ɑ ɒ · | • i y · • ɨ ʉ · • ɯ u · • ɪ ʏ · • ɪ̈ ʊ̈ · • ɯ̽ ʊ · • e ø · • ɘ ɵ · • ɤ o · • e̞ ø̞ · • ə ɵ̞ · • ɤ̞ o̞ · • ɛ œ · • ɜ ɞ · • ʌ ɔ · • æ · • ɐ ɞ̞ · • a ɶ · • ä ɒ̈ · • ɑ ɒ · |
| просмотр обсуждение править | | | | | |

Примечания:
- [ɶ] не подтверждён как отдельная фонема ни в одном языке.
- [a] считается передним гласным, но различие между передними и средними гласными нижнего подъёма невелико, и [a] часто используется и для обозначения среднего гласного нижнего подъёма[17]. Но если необходимо разрешить неоднозначность, можно добавить диакритику втягивания для обозначения среднего гласного нижнего подъёма ([a̱]).
- [ʊ] и [ɪ] в более старых вариантах МФА записывались соответственно как [ɷ] и [ɩ].

## Таблицы

### Супрасегментные средства
Данные символы описывают супрасегментные средства организации речи (просодии). Они определяют длительность гласных и согласных звуков, ударение, основной тон и ритм языка. Часто эти символы используются для передачи специфики речи отдельных индивидуумов или языковых диалектов. К этой же группе относятся символы МФА, используемые для передачи интонации. Для тональных языков, например, китайского, МФА имеет набор диакритических и тоновых знаков.
| Длительность, ударение и ритм | Длительность, ударение и ритм          | Длительность, ударение и ритм | Длительность, ударение и ритм |
| ----------------------------- | -------------------------------------- | ----------------------------- | ----------------------------- |
| ˈ                             | Основное ударение                      | ˌ                             | Дополнительное ударение       |
| ː                             | Долгий гласный или удвоение согласного | ̆                              | Сверхкраткий звук             |
| ˑ                             | Полудолгий звук                        |                               |                               |
| .                             | Разрыв слога                           | ‿                             | Связывание (нет разрыва)      |
| Интонация                     |                                        |                               |                               |
| \|                            | Незначительный разрыв                  | ‖                             | Значительный разрыв           |
| ↗︎                             | Общий подъём                           | ↘︎                             | Общее снижение                |
| Тоны                          |                                        |                               |                               |
| Регистровые (ровные) тоны     | Регистровые (ровные) тоны              | Контурные тоны                | Контурные тоны                |
| e̋ или e˥                      | Верхний                                | ě                             | Восходящий                    |
| é или e˦                      | Высокий                                | ê                             | Нисходящий                    |
| ē или e˧                      | Средний                                | e᷄                             | Высокий восходящий            |
| è или e˨                      | Низкий                                 | e᷅                             | Низкий восходящий             |
| ȅ или e˩                      | Нижний                                 | e᷇                             | Высокий нисходящий            |
| Тональный каскад              | Тональный каскад                       | e᷆                             | Низкий нисходящий             |
| ꜛe                            | Подъём тона на один шаг                | e᷈                             | Восходяще-нисходящий          |
| ꜜe                            | Снижение тона на один шаг              | e᷉                             | Нисходяще-восходящий          |

### Диакритики
Диакритики — это небольшие метки, ставящиеся около символов МФА, чтобы показать определённые отклонения в произношении или дать более детальное описание произношения символа. Суб-диакритики (метки, обычно размещаемые под буквой или символом) могут размещаться над символом, если он имеет нижний выносной элемент (неформально именуемый хвостиком).
Бесточечная i (<ı>) используется, когда точка препятствует использованию диакритики. Следующие символы МФА могут использоваться в качестве диакритических знаков для обозначения деталей фонетики: tˢ (фрикативный спад), bʱ (аспирация), ˀa (гортанная атака), ᵊ (вставной шва), oʊ (дифтонгизация).
|        | Слоговость                           | Слоговость | Слоговость                                |
| ------ | ------------------------------------ | ---------- | ----------------------------------------- |
| ɹ̩ n̩    | Слоговый                             | e̯ ʊ̯        | Неслоговый                                |
|        | Отступ                               |            |                                           |
| tʰ dʰ  | Аспирированный                       | d̚          | Неразомкнутый                             |
| dⁿ     | Назальный отступ                     | dˡ         | Латеральный отступ                        |
|        | Фонация                              |            |                                           |
| n̥ d̥    | Глухой                               | s̬ t̬        | Звонкий                                   |
| b̤ a̤    | Придыхательный голос                 | b̰ a̰        | Скрипучий голос                           |
|        | Артикуляция                          |            |                                           |
| t̪ d̪    | Дентальный                           | t̼ d̼        | Язычногубной                              |
| t̺ d̺    | Апикальный                           | t̻ d̻        | Ламинальный                               |
| u̟ t̟    | Продвинутый вперёд                   | i̠ t̠        | Отодвинутый назад                         |
| ë ä    | Централизованный                     | e̽ ɯ̽        | Средне-централизованный                   |
| e̝ ɹ̝    | Поднятый                             | e̞ β̞        | Опущенный (β̞ = губно-губной аппроксимант) |
|        | Коартикуляция                        |            |                                           |
| ɔ̹ x̹    | Более огубленный                     | ɔ̜ x̜ʷ       | Менее огубленный                          |
| tʷ dʷ  | Лабиализованный                      | tʲ dʲ      | Палатализованный                          |
| tˠ dˠ  | Веляризованный                       | tˁ dˁ      | Фарингализованный                         |
| ɫ z̴    | Веляризованный или фарингализованный | e̘ o̘        | Продвинутый корень языка                  |
| e̙ o̙    | Отодвинутый корень языка             | ẽ z̃        | Назализованный                            |
| ɚ ɝ    | Эризованный                          | ɜ̆ ʌ̆        | Краткость                                 |
| ɘͦ ɨͦ    |                                      | ʀ̝ ɷ̝        |                                           |
| ǯ ɶ̌    |                                      | ʁ̤̌ ɤ̤̌        |                                           |
| ɩ͛ ʃ͛    |                                      | ʪ͍ ʏ͍        | Губное распыление                         |
| ʍ̋ ɛ ̋ ʘ̋ |                                      |            |                                           |

### Таблицы для печати
- Таблица на русском языке
- Таблица на английском языке